# All Electric Society
Die Bezeichnung All Electric Society beschreibt ein Zukunftsbild der Welt, in der CO2-neutral gewonnene Elektrizität die zentrale Energieform darstellt. Erste gedankliche Ansätze des Konzepts wurden bereits in den 1970er-Jahren formuliert, im Zuge der Energiewende wird es als Lösungsansatz seit ca. 2010 breiter diskutiert.

## Definition
Die Idee hinter der All Electric Society, besagt, dass die Umstellung der gesamtglobalen Energieversorgung, zum Erreichen der Klimaneutralität auf der Grundlage von Erneuerbaren Energien (überwiegend Sonnenenergie) möglich sei.
Der Weltenergiebedarf wurde noch 2021 zu knapp 80 Prozent aus Erdöl, Kohle, Torf und Erdgas gewonnen. Im Direktvergleich ist der Anteil der aus erneuerbaren Quellen generierten Energie, in Deutschland, jetzt deutlich höher und betrug 2022 insgesamt 44 Prozent.
Um eine All Electric Society zu erreichen, würden im Zuge einer Umgestaltung der Energieversorgung, regenerative Energiequellen als Hauptenergieform fungieren, aus der in Phasen mit Energieüberschuss andere Energieformen durch Umwandlungsprozesse gewonnen werden (Power-to-X). Voraussetzung dafür wären unter anderem ein Ausbau der Strominfrastruktur, sowie die Schaffung zahlreicher Speicherkraftwerke, um während Dunkelflauten entstehende Schwankungen in der Energieversorgung auszugleichen.
Die Nutzung fossiler Energieträger soll durch dieses Konzept zugunsten erneuerbarer Energien zunehmend zurückgeführt werden. Die Formulierung „All Electric“ verweist dabei auf den Gedanken, dass elektrische Energie weitgehend die Basis für andere Energieformen darstellen soll. Kritiker interpretieren die All Electric Society hingegen eher als Konzept der ausschließlich direkten Nutzung von Elektrizität für alle energieverbrauchenden Anwendungen.

## Hintergrund
Hintergrund des Konzepts der All Electric Society ist das Ziel, im Kampf gegen den menschengemachten Klimawandel die weltweiten CO2-Emissionen längerfristig auf ein Minimum zu reduzieren und zugleich die Menge der verfügbaren Energie global drastisch zu erhöhen, um in allen Regionen der Erde wirtschaftliche Prosperität zu ermöglichen. Befürworter sehen die All Electric Society als einen erstrebenswerten Zielzustand der Energiewende und diskutieren sie im Zusammenhang mit den Zielen für nachhaltige Entwicklung der Vereinten Nationen (Sustainable Development Goals, SDGs), insbesondere mit Ziel Nummer 7 „Bezahlbare und saubere Energie“. Im Rahmen einer 2016 veröffentlichten „Delphi-Studie zur Zukunft der Energiesysteme in Deutschland, in Europa und in der Welt im Jahr 2040“ hielten 75 Prozent der Teilnehmenden die These „Im Jahr 2040 ist die „All Electric Society“ Realität geworden.“ für wahrscheinlich bzw. sicher eintretend.

## Konzept
Das Konzept der All Electric Society geht davon aus, dass im Kampf gegen den Klimawandel die weltweiten CO2-Emissionen, die beim Verbrennen der fossiler Energieträger Kohle, Erdöl und Erdgas entstehen, schnell und drastisch reduziert werden müssen, zugleich aber die weltweite Verfügbarkeit von Energie für die Überwindung regionaler Entwicklungsrückstände deutlich ausgebaut werden muss. Ausgehend von den Berechnungen, dass der gegenwärtige Weltenergiebedarf durch das auf die Erde einfallende Sonnenlicht rund um den Faktor 10.000 übertroffen wird, wird hier insbesondere der Photovoltaik eine Schlüsselrolle zugesprochen. Aber auch Wind- und Wasserkraft, Geothermie und andere CO2-neutrale Energiequellen sind Teil der Überlegungen. Kerngedanke ist, dass durch einen langfristigen Umbau der globalen Energiewirtschaft der Weltenergieverbrauch vollständig und zu immer geringeren Bereitstellungskosten aus diesen regenerativen Quellen primär in Form von Elektrizität gewonnen wird.
Diese drastische Verringerung der Energiekosten ist notwendig, um die sogenannten Power-to-X-Technologien, durch die Elektrizität beispielsweise in Gas oder Flüssigkraftstoffe umgewandelt wird, wirtschaftlich sinnvoll zu machen. Solche auch Green fuels oder E-Fuel genannten Energieträger spielen im Konzept der All Electric Society insofern eine Schlüsselrolle, als sie mithelfen können, das Problem der Speicherung und Verfügbarmachung von Energie an jedem Ort zu lösen. Zudem ermöglichen sie es, bestehende Infrastruktur (Pipelines, Gasspeicher etc.) teilweise weiter zu nutzen und auch beispielsweise das praktikable Prinzip von Verbrennungsantrieben in der Luft- und Seefahrt sowie z. T. im Individualverkehr auf CO2-neutrale Weise weiterzuführen. Als Nachteil der Energieumwandlung bei Power-to-X-Technologien wird ihr gegenwärtig noch sehr geringer Wirkungsgrad beschrieben. Diese Ineffizienz stellt zwar technisch kein Problem dar, macht die Verfahren aber bei heutigen Strompreisen unwirtschaftlich und verursacht bei der gegenwärtigen Verfügbarkeit von nachhaltig erzeugter elektrischer Energie massive Kapazitätslimitierungen.
Mittel- und langfristig sehen die Befürworter der All Electric Society dieses Problem durch das exponentielle Wachstum der Elektrizitätsgewinnung aus regenerativen Quellen sowohl kapazitiv als auch wirtschaftlich lösbar an. Für die Übergangszeit, in der bereits die Energiewirtschaft zunehmend auf elektrizitätsbasierende Energieträger umgestellt werden soll, ohne dass bereits ein ausreichendes Angebot an bezahlbarem, CO2-neutral gewonnenem elektrischem Strom zur Verfügung steht, setzen die Fachleute auf massive Effizienzsteigerungen durch die sogenannte Sektorenkopplung.
Unter Sektorenkopplung wird die Vernetzung der Sektoren der Energiewirtschaft sowie der Industrie verstanden, die gekoppelt, also in einem gemeinsamen holistischen Ansatz optimiert werden sollen. Die Idee hinter dem Konzept ist es, lediglich auf Einzelsektoren (Elektrizität, Wärme- bzw. Kälteversorgung, Verkehr und Industrie) zugeschnittene Lösungsansätze hinter sich zu lassen, die nur Lösungen innerhalb des jeweiligen Sektors berücksichtigen, und stattdessen hin zu einer ganzheitlichen Betrachtung aller Sektoren zu kommen, die ein stabileres, effizienteres und günstigeres Gesamtsystem ermöglicht.
Die intelligente Kopplung der Sektoren mit Hilfe von bestimmten energieeffizienten Technologien wie Wärmepumpenheizungen, KWK-Anlagen oder Elektroautos ermöglicht eine deutliche Senkung des Energieverbrauchs. Dies wiederum soll bei gleichzeitigem Ausbau der erneuerbaren Energieerzeugung verhältnismäßig kurzfristig zu signifikanten Energieüberschüssen führen, welche – entsprechende politische Rahmenbedingungen vorausgesetzt – eine wirtschaftlich marktfähige Produktion von eFuels ermöglichen. Insofern ist die Sektorenkopplung notwendig, um die Energiewende umzusetzen und die Transformation hin zu einer All Electric Society zu gestalten.
Politische und gesellschaftliche Weichenstellungen begünstigen gegenwärtig Entwicklungen, die für eine Entwicklung hin zur All Electric Society notwendig sind. Neben internationalen Zielsetzungen wie den erwähnten SDGs der Vereinten Nationen oder das Pariser Klimaabkommen von 2016 sind dies vielfältige nationale Programme für einen klimafreundlichen Umbau der Energiesysteme, in Deutschland beispielsweise die im Juni 2020 beschlossene nationale Wasserstoffstrategie, die wichtige Voraussetzungen für Power-to-X-Technologien schafft. Die deutsche elektrotechnische Industrie beschäftigt sich im Rahmen der Normungsarbeit der DKE konkret mit dem Konzept der All Electric Society. Die Westsächsische Hochschule Zwickau (WHZ) plant die Einrichtung eines Kompetenzzentrums „All Electric Society“, auch an anderen Hochschulen wird das Konzept in Forschung und Lehre verfolgt.

## Kritik
Das Konzept einer All Electric Society wird von Fachleuten auch kritisch gesehen. Dabei bezieht sich die Kritik primär nicht auf die beschriebenen Zielsetzungen, sondern fußt auf dem Verständnis, dass eine All Electric Society tatsächlich ausschließlich eine Nutzung von elektrischem Strom für alle Bereiche des Lebens und Arbeitens bedeute. Zum Teil wird Kritik an dem Konzept sogar mit einer Beschreibung der oben dargestellten Zusammenhänge (insbesondere der Notwendigkeit der Power-to-X-Technologien) begründet, was nahelegt, dass die Einwände eher auf der Begriffs- als auf der Inhaltsebene erhoben werden. Alternativ wird der Ausdruck „Most Electric Society“ ins Spiel gebracht.